# 張吉洙
張吉洙（韓語：장길수，1984年—），他於1999年逃離北韓，在2001年抵達南韓，並出版了一部關於北韓人權實況的畫集而廣為人知。

## 經歷
張吉洙與其家人居於咸鏡北道的會寧市。1999年，他和其餘7名家人越過圖門江來到中國，並在當地穩居了兩年。在這段期間他有見多名的脫北者被中國遣返回國，故此他決定尋求協助，離開中國。2001年6月，他和家人闖進駐北京的聯合國難民署高級官員辦公室(UNHCR)靜坐示威。隨後，中方以人道理由把張吉洙一家送到新加坡，再轉往菲律賓後來到南韓首都漢城。
來到南韓後，張吉洙取得該國國籍，並致力揭發北韓政府打壓人權的實況，他出版了一部有關方面的畫集，也舉行過相關的展覽。

## 資料來源
1. ↑  "Boy's art shows horror of North Korea" 《Daily Telegraph》 29 01 2010
2. 1 2  "“不要將北韓難民遣送北韓﹗”" 《朝鮮日報》中文版 11 11 2004
3. ↑  "避免難民事件影響申奧 中國允北韓家庭出境" 《自由電子新聞網》 30 6 2001